# Joseph Nérette
Joseph Nerette (ur. 9 kwietnia 1924, zm. 29 kwietnia 2007) – haitański prawnik.

## Historia
Sprawował funkcję sędziego Sądu Najwyższego. 30 września 1991 w Port-au-Prince pucz wojskowy obalił prezydenta Jeana-Bertranda Aristide'a. 8 października tego roku junta wojskowa dowodzona przez Raoula Cedrasa użyła armii w celu wywarcia presji na parlament, który pod tym naciskiem wybrał siedemdziesięcioletniego Nerette'a na urząd prezydenta kraju. Zapowiedział przeprowadzenie kolejnych wyborów i powierzył stanowisko szefa rządu Raoulowi Cedrasowi. Nie posiadał żadnej władzy, faktyczne, dyktatorskie rządy sprawował Raoul Cédras. Podał się do dymisji po dziewięciu miesiącach urzędowania. Zmarł na raka w 2007.